# Apamea inexpecta
Apamea inexpecta är en fjärilsart som beskrevs av Shigero Sugi 1963. Apamea inexpecta ingår i släktet Apamea och familjen nattflyn. Inga underarter finns listade i Catalogue of Life.